# Neste (entreprise)
Pour les articles homonymes, voir Neste.
Neste est une entreprise finlandaise spécialisée dans le raffinage. Neste est détenue à 50,1 % par l'État finlandais, la partie restante étant cotée à la bourse d'Helsinki et faisant partie de l'indice boursier OMX Helsinki 25. En 2017, le chiffre d'affaires de Neste s'est établi à 3,6 milliards d'euros.
En 2017, Neste est la deuxième société finlandaise quant au chiffre d'affaires. Neste est présente dans quatorze pays.

## Histoire
Neste a été créée en 1948 en tant que compagnie pétrolière publique de Finlande, pour assurer la disponibilité de carburants raffinés. Cela impliquait la construction de raffineries et le développement des technologies nécessaires. Les raffineries ont été construites en utilisant la technologie américaine, que le gouvernement américain était réticent à fournir, car de nombreuses compagnies pétrolières américaines seraient des concurrents. Après le lobbying de l'entrepreneur Lummus, ils ont cédé, principalement en raison de la menace que le contrat soit signé avec l'Union soviétique. Dans la pratique, une grande partie du pétrole raffiné était d'origine soviétique, bien qu'après l'effondrement de l'Union soviétique, le pétrole provenant de la mer du Nord a été utilisé. Grâce à Neste, la crise pétrolière de 1973 a eu peu d'effet en Finlande. Il détenait un monopole légal d'importation jusqu'à l’ouverture du marché dans les années 1990. Les infrastructures de transport du pétrole en Finlande ont été construites par et appartiennent à Neste, et les stations-service obtiennent donc généralement des carburants de Neste, bien que le monopole ne soit plus approuvé par le gouvernement. Dans les années 1970, Neste a introduit la production pétrochimique et plastique et le gaz naturel en Finlande. En 1994, Gasum a été créée avec Gazprom en tant qu'actionnaire mineur (25 %). En 1994, la production de polyoléfine a été séparée de l’entreprise par la création de Borealis, une coentreprise créée avec le norvégien Statoil. En 1998, la participation de 50 % de Neste dans Borealis a été vendue à OMV and IPIC (en).
En 1998, Neste Oyj a fusionné avec la compagnie d'électricité Imatran Voima Oy pour créer Fortum Oyj. Après la fusion, les activités chimiques de Neste ont été transférées à la nouvelle société Neste Chemicals, qui a été vendue à la société d'investissement Industri Kapital (en) pour 535 millions de dollars. Une coentreprise d'ingénierie, Neste Jacobs, a été créée avec l'américain Jacobs Engineering en 2004 et en 2018, Neste a racheté la totalité des parts et la ainsi renommé Neste Engineering Solutions. En 2005, Fortum a fusionné; la division pétrolière de Fortum a été transférée à Neste Oil, qui a été rétablie. L'État de Finlande conserve un intérêt majoritaire (50,1 %) dans l'entreprise.
Le nom Neste signifie « liquide ». Le nom officiel était Neste Oil après la scission de Fortum, mais il a été changé pour Neste car l’entreprise évolue rapidement vers le secteur des énergies renouvelables.

## Activités

### Produits pétroliers

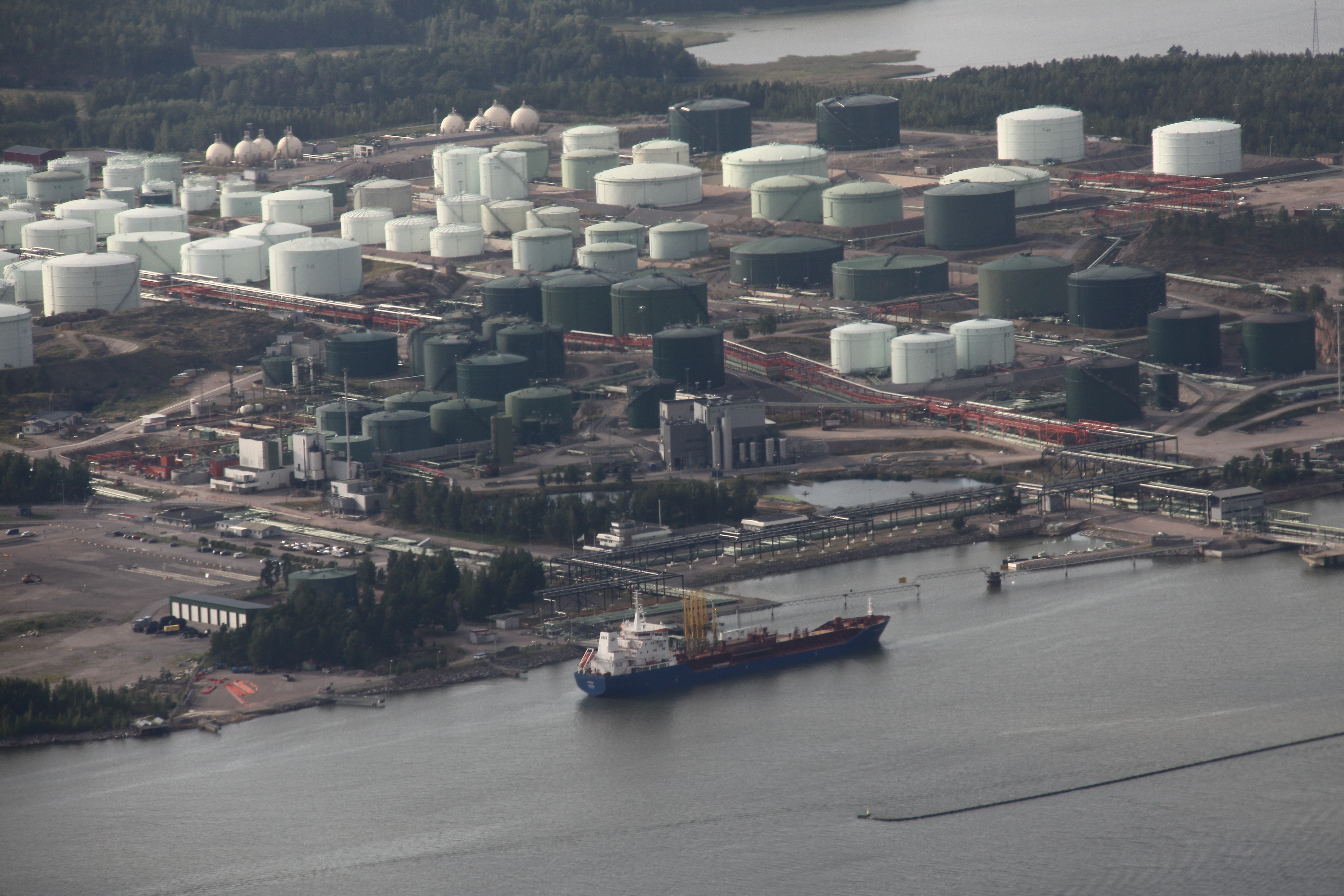
Vue aérienne de la raffinerie de Porvoo.

Neste raffine le pétrole pour produire de l'essence, du diesel, les carburants pour l'aviation et la marine, des mazouts légers et lourds, les huiles de base, des carburants spéciaux, des solvants, du gaz de pétrole liquéfié et du bitume.
Neste possède une raffinerie de pétrole en Finlande avec des lignes de production à la raffinerie de Porvoo (fi) et à la raffinerie de Naantali (fi).
La société possède également des raffineries de diesel renouvelable à Singapour et à Rotterdam aux Pays-Bas.

### Distribution et stations-service
Neste est un important distributeur et vendeur de produits pétroliers en Finlande. Sa gamme de produits comprend l'essence, le diesel, le mazout léger et lourd, les lubrifiants, le GPL, le carburéacteur, le soufre et les solvants. Les produits sont vendus par un réseau de stations-service, ainsi que par livraison directe aux clients commerciaux, industriels, agricoles et aux détaillants.
Les réseaux de stations Neste opèrent en Finlande, Estonie, Lettonie, Lituanie et Russie dans la région de Saint-Pétersbourg. Le réseau de stations de Neste est le plus important de Finlande.

## Actionnaires
|   | Actionnaire             | %     |
| - | ----------------------- | ----- |
| 1 | État finlandais         | 35,96 |
| 2 | Vake                    | 8,31  |
| 3 | Varma                   | 1,47  |
| 4 | Ilmarinen oy            | 1,42  |
| 5 | Kela                    | 1,03  |
| 6 | Fonds de pension d'État | 0,62  |
| 7 | Ville de Kurikka        | 0,60  |
| 8 | Elo                     | 0,47  |